# Squash na Igrzyskach Azjatyckich 2006
Squash na Igrzyskach Azjatyckich 2006 odbywał się w Khalifa International Tennis and Squash Complex w Dosze w dniach 10–14 grudnia 2006 roku. Czterdzieścioro dwoje zawodników obojga płci rywalizowało w dwóch konkurencjach indywidualnych.

## Podsumowanie

### Klasyfikacja medalowa
| Klasyfikacja medalowa | Klasyfikacja medalowa | Klasyfikacja medalowa | Klasyfikacja medalowa | Klasyfikacja medalowa | Klasyfikacja medalowa |
| Miejsce               | państwo               | Złoto                 | Srebro                | Brąz                  | Razem                 |
| --------------------- | --------------------- | --------------------- | --------------------- | --------------------- | --------------------- |
| 1                     | Malezja               | 2                     | 1                     | 1                     | 4                     |
| 2                     | Hongkong              | 0                     | 1                     | 1                     | 2                     |
| 3                     | Indie                 | 0                     | 0                     | 1                     | 1                     |
| =                     | Pakistan              | 0                     | 0                     | 1                     | 1                     |
| Razem                 | Razem                 | 2                     | 2                     | 4                     | 8                     |

### Medaliści
| Konkurencja             | 1. miejsce   | 2. miejsce          | 3. miejsce                  |
| ----------------------- | ------------ | ------------------- | --------------------------- |
| Gra pojedyncza mężczyzn | Ong Beng Hee | Mohd Azlan Iskandar | Mansoor Zaman Saurav Ghosal |
| Gra pojedyncza kobiet   | Nicol David  | Rebecca Chiu        | Sharon Wee Christina Mak    |